# Y Octantis
Y Octantis är en pulserande variabel av RR Lyrae-typ (RRAB) i stjärnbilden Oktanten.
Stjärnan varierar mellan visuell magnitud +11,739 och 12,753 med en period av 0,6465586 dygn eller 15,5181 timmar. RR Lyrae-stjärnornas period varierar mellan 0,2 och 1,2 dygn med ett medianvärde på 0,5 dygn. Y Octantis ligger alltså  över medianvärdet.